# Ерохин, Игорь Александрович
И́горь Алекса́ндрович Еро́хин (1925, Москва — 9 марта 1960, Домбай-Ульген) — советский альпинист. Автор идеи «быстрых (скоростных) проходов» маршрутов, создатель школы, имел несколько значительных проходческих достижений и множество публикаций. Побеждал на соревнованиях в СССР (в том числе — золотые медали).
Мастер спорта СССР (1955).

## Биография
Родился в Москве (мать Игоря была ассирийкой, отец — русским).
Окончил МВТУ имени Баумана (1951).
Участвовал в Великой Отечественной войне в качестве офицера-артиллериста.
Начал заниматься альпинизмом в 1947 г., и затем вплоть до самой смерти занимался исключительно альпинизмом. Выступал за общество «Наука». Стал известен результативностью и скоростью прохождения маршрутов — опасные места предпочитал преодолевать очень быстро, не задерживаясь.
Погиб в 1960 году вместе с тремя товарищами в горах при восхождении на вершину Домбай-Ульген.

## Достижения
Автор метода хождения связок, так называемым «паровозом».

## Критика
Ерохина отличал авторитарный стиль управления группой. Также ему вменяют в вину ту самую скорость, иногда пограничную с авантюризмом, плагиат в области использования приспособлений для скалолазания и так называемые «приписки» — завышение сложности маршрутов и ложь о количестве взошедших на вершину членов группы. Вместе с тем, критики Ерохина признают, что в 50-е — 60-е гг. это было повсеместным явлением. В 1959 году, за год до гибели спортсмена, разразился крупный скандал, в котором всплыли некоторые факты.